# Chasing the Wind (film 2025)
Chasing the Wind (Rüzgara Bırak) è un film turco del 2025 diretto da Engin Erden.

## Trama
Aslı Mansoy è una ragazza di città che lavora come CEO dell'azienda Yazman, mentre Ege Yazıcı è un imprenditore proveniente da Çeşme, erede del gruppo societario dell'azienda in cui lavora Aslı. I due, attratti da un legame in comune, con il tempo decidono di intraprendere una relazione nonostante le loro visioni contrastanti sul futuro dell'azienda in cui lavorano.

## Distribuzione
Il film, girato nell'estate 2024 tra Istanbul e Smirne, in particolare a Çeşme e Alaçatı, è stato distribuito sulla piattaforma Netflix il 14 febbraio 2025. Il 7 gennaio il film è stato proiettato in anteprima al Berlin Cineplex Alhambra, mentre dal 9 gennaio è stato proiettato nei cinema di diversi paesi, tra cui Svizzera, Azerbaigian, Danimarca, Germania, Inghilterra, Francia, Austria, Paesi Bassi, Belgio, Svezia e Norvegia.